# Christian Wanner
Pour les articles homonymes, voir Wanner.
Christian Wanner, né le 27 juillet 1947 à Messen, est une personnalité politique suisse, membre du parti libéral-radical.

## Biographie
Élu au conseil communal de sa commune d'origine et au Grand Conseil du canton de Soleure de 1977 à 1985, il est également maire de Messen de 1989 à 1995. En 1983, il est élu au Conseil national où il reste jusqu'en 2005. La même année, il est élu au Conseil d'État soleurois où il prend la tête du département des Finances.
Parmi ses fonctions, il est président de la Conférence des directeurs cantonaux des finances et de l'institut du fédéralisme.